# Grande Prêmio do Pacífico de 1994
Resultados do Grande Prêmio do Pacífico de Fórmula 1 realizado em Okayama em 17 de abril de 1994. Segunda etapa da temporada, nele Ayrton Senna era o pole position, mas não passou da curva um ao ser tirado da pista por Mika Häkkinen e depois abalroado por Nicola Larini. O vencedor da prova foi o alemão Michael Schumacher, da Benetton.

## Resumo
- 4ª vitória de Michael Schumacher;
- 90ª pole do motor Renault;
- 9ª vitória da Benetton;
- Primeiro pódio de Rubens Barrichello;
- Primeiro pódio e 50º grande prêmio da Jordan;
- 350º grande prêmio da Tyrrell;
- Primeiros pontos na carreira de Heinz-Harald Frentzen;
- Única prova em que Roland Ratzenberger largou;
- Nicola Larini, piloto de testes da Ferrari, pilotou essa prova substituindo Jean Alesi, que se lesionou em um acidente nos treinos em Mugello em 30 de março.[3] Como Alesi não foi liberado pelo médico depois do exame realizado em 15 de abril, em Paris. O francês ficará ausente do GP de San Marino e será novamente substituído por Larini[4] e
- Aguri Suzuki[5] substituiu Eddie Irvine apenas nessa prova. Essa é a primeira das três provas (além de Pacífico, San Marino e Mônaco) que Irvine não pilotará, em função do acidente causado por ele próprio no GP do Brasil envolvendo três pilotos: Jos Verstappen, Eric Bernard e Martin Brundle.

## Treinos classificatórios
| 1º treino classificatório | 1º treino classificatório | 1º treino classificatório | 1º treino classificatório | 1º treino classificatório |
| Pos.                      | Nº                        | Piloto                    | Chassi/Motor              | Tempo                     |
| ------------------------- | ------------------------- | ------------------------- | ------------------------- | ------------------------- |
| 1                         | 2                         | Ayrton Senna              | Williams-Renault          | 1:10.218                  |
| 2                         | 5                         | Michael Schumacher        | Benetton-Ford             | 1:10.440                  |
| 3                         | 0                         | Damon Hill                | Williams-Renault          | 1:10.771                  |
| 4                         | 7                         | Mika Häkkinen             | McLaren-Peugeot           | 1:11.683                  |
| 5                         | 28                        | Gerhard Berger            | Ferrari                   | 1:11.744                  |
| 6                         | 8                         | Martin Brundle            | McLaren-Peugeot           | 1:12.351                  |
| 7                         | 27                        | Nicola Larini             | Ferrari                   | 1:12.372                  |
| 8                         | 14                        | Rubens Barrichello        | Jordan-Hart               | 1:12.409                  |
| 9                         | 6                         | Jos Verstappen            | Benetton-Ford             | 1:12.554                  |
| 10                        | 30                        | Heinz-Harald Frentzen     | Sauber-Mercedes           | 1:12.686                  |
| 11                        | 10                        | Gianni Morbidelli         | Footwork-Ford             | 1:12.866                  |
| 12                        | 4                         | Mark Blundell             | Tyrrell-Yamaha            | 1:13.013                  |
| 13                        | 3                         | Ukyo Katayama             | Tyrrell-Yamaha            | 1:13.013                  |
| 14                        | 20                        | Erik Comas                | Larrousse-Ford            | 1:13.111                  |
| 15                        | 9                         | Christian Fittipaldi      | Footwork-Ford             | 1:13.169                  |
| 16                        | 24                        | Michele Alboreto          | Minardi-Ford              | 1:13.342                  |
| 17                        | 23                        | Pierluigi Martini         | Minardi-Ford              | 1:13.529                  |
| 18                        | 25                        | Eric Bernard              | Ligier-Renault            | 1:13.613                  |
| 19                        | 29                        | Karl Wendlinger           | Sauber-Mercedes           | 1:13.855                  |
| 20                        | 15                        | Aguri Suzuki              | Jordan-Hart               | 1:14.036                  |
| 21                        | 19                        | Olivier Beretta           | Larrousse-Ford            | 1:14.101                  |
| 22                        | 26                        | Olivier Panis             | Ligier-Renault            | 1:14.106                  |
| 23                        | 12                        | Johnny Herbert            | Lotus-Mugen/Honda         | 1:14.538                  |
| 24                        | 11                        | Pedro Lamy                | Lotus-Mugen/Honda         | 1:14.657                  |
| 25                        | 31                        | David Brabham             | Simtek-Ford               | 1:14.946                  |
| 26                        | 34                        | Bertrand Gachot           | Pacific-Ilmor             | 1:16.927                  |
| 27                        | 33                        | Paul Belmondo             | Pacific-Ilmor             | 1:18.671                  |
| 28                        | 32                        | Roland Ratzenberger       | Simtek-Ford               | -                         |

| 2º treino classificatório | 2º treino classificatório | 2º treino classificatório | 2º treino classificatório | 2º treino classificatório |
| Pos.                      | Nº                        | Piloto                    | Chassi/Motor              | Tempo                     |
| ------------------------- | ------------------------- | ------------------------- | ------------------------- | ------------------------- |
| 1                         | 0                         | Damon Hill                | Williams-Renault          | 1:12.048                  |
| 2                         | 28                        | Gerhard Berger            | Ferrari                   | 1:12.184                  |
| 3                         | 9                         | Christian Fittipaldi      | Footwork-Ford             | 1:12.444                  |
| 4                         | 6                         | Jos Verstappen            | Benetton-Ford             | 1:12.681                  |
| 5                         | 4                         | Mark Blundell             | Tyrrell-Yamaha            | 1:12.751                  |
| 6                         | 30                        | Heinz-Harald Frentzen     | Sauber-Mercedes           | 1:12.797                  |
| 7                         | 24                        | Michele Alboreto          | Minardi-Ford              | 1:13.016                  |
| 8                         | 10                        | Gianni Morbidelli         | Footwork-Ford             | 1:13.090                  |
| 9                         | 14                        | Rubens Barrichello        | Jordan-Hart               | 1:13.172                  |
| 10                        | 3                         | Ukyo Katayama             | Tyrrell-Yamaha            | 1:13.411                  |
| 11                        | 20                        | Erik Comas                | Larrousse-Ford            | 1:13.550                  |
| 12                        | 23                        | Pierluigi Martini         | Minardi-Ford              | 1:13.756                  |
| 13                        | 15                        | Aguri Suzuki              | Jordan-Hart               | 1:13.932                  |
| 14                        | 29                        | Karl Wendlinger           | Sauber-Mercedes           | 1:14.163                  |
| 15                        | 25                        | Eric Bernard              | Ligier-Renault            | 1:14.204                  |
| 16                        | 19                        | Olivier Beretta           | Larrousse-Ford            | 1:14.271                  |
| 17                        | 12                        | Johnny Herbert            | Lotus-Mugen/Honda         | 1:14.424                  |
| 18                        | 26                        | Olivier Panis             | Ligier-Renault            | 1:14.667                  |
| 19                        | 31                        | David Brabham             | Simtek-Ford               | 1:14.748                  |
| 20                        | 11                        | Pedro Lamy                | Lotus-Mugen/Honda         | 1:15.146                  |
| 21                        | 32                        | Roland Ratzenberger       | Simtek-Ford               | 1:16.536                  |
| 22                        | 33                        | Paul Belmondo             | Pacific-Ilmor             | 1:17.450                  |
| 23                        | 34                        | Bertrand Gachot           | Pacific-Ilmor             | 1:18.571                  |
| 24                        | 2                         | Ayrton Senna              | Williams-Renault          | 1:19.304                  |
| 25                        | 27                        | Nicola Larini             | Ferrari                   | 5:32.428                  |
| 26                        | 5                         | Michael Schumacher        | Benetton-Ford             | -                         |
| 27                        | 7                         | Mika Häkkinen             | McLaren-Peugeot           | -                         |
| 28                        | 8                         | Martin Brundle            | McLaren-Peugeot           | -                         |

| Não classificados | Não classificados | Não classificados | Não classificados | Não classificados |
| Pos.              | Nº                | Piloto            | Chassi/Motor      | Tempo             |
| ----------------- | ----------------- | ----------------- | ----------------- | ----------------- |
| 27                | 34                | Bertrand Gachot   | Pacific-Ilmor     | 1:16.927          |
| 28                | 33                | Paul Belmondo     | Pacific-Ilmor     | 1:17.450          |

## Grid de largada e classificação da prova
| Grid de largada | Grid de largada | Grid de largada       | Grid de largada   | Grid de largada |
| Pos.            | Nº              | Piloto                | Chassi/Motor      | Tempo           |
| --------------- | --------------- | --------------------- | ----------------- | --------------- |
| 1               | 2               | Ayrton Senna          | Williams-Renault  | 1:10.218        |
| 2               | 5               | Michael Schumacher    | Benetton-Ford     | 1:10.440        |
| 3               | 0               | Damon Hill            | Williams-Renault  | 1:10.771        |
| 4               | 7               | Mika Häkkinen         | McLaren-Peugeot   | 1:11.683        |
| 5               | 28              | Gerhard Berger        | Ferrari           | 1:11.744        |
| 6               | 8               | Martin Brundle        | McLaren-Peugeot   | 1:12.351        |
| 7               | 27              | Nicola Larini         | Ferrari           | 1:12.372        |
| 8               | 14              | Rubens Barrichello    | Jordan-Hart       | 1:12.409        |
| 9               | 9               | Christian Fittipaldi  | Footwork-Ford     | 1:12.444        |
| 10              | 6               | Jos Verstappen        | Benetton-Ford     | 1:12.554        |
| 11              | 30              | Heinz-Harald Frentzen | Sauber-Mercedes   | 1:12.686        |
| 12              | 4               | Mark Blundell         | Tyrrell-Yamaha    | 1:12.751        |
| 13              | 10              | Gianni Morbidelli     | Footwork-Ford     | 1:12.866        |
| 14              | 3               | Ukyo Katayama         | Tyrrell-Yamaha    | 1:13.013        |
| 15              | 24              | Michele Alboreto      | Minardi-Ford      | 1:13.016        |
| 16              | 20              | Erik Comas            | Larrousse-Ford    | 1:13.111        |
| 17              | 23              | Pierluigi Martini     | Minardi-Ford      | 1:13.529        |
| 18              | 25              | Eric Bernard          | Ligier-Renault    | 1:13.613        |
| 19              | 29              | Karl Wendlinger       | Sauber-Mercedes   | 1:13.855        |
| 20              | 15              | Aguri Suzuki          | Jordan-Hart       | 1:13.932        |
| 21              | 19              | Olivier Beretta       | Larrousse-Ford    | 1:14.101        |
| 22              | 26              | Olivier Panis         | Ligier-Renault    | 1:14.106        |
| 23              | 12              | Johnny Herbert        | Lotus-Mugen/Honda | 1:14.424        |
| 24              | 11              | Pedro Lamy            | Lotus-Mugen/Honda | 1:14.657        |
| 25              | 31              | David Brabham         | Simtek-Ford       | 1:14.748        |
| 26              | 32              | Roland Ratzenberger   | Simtek-Ford       | 1:16.536        |

| Classificação da prova | Classificação da prova | Classificação da prova | Classificação da prova | Classificação da prova | Classificação da prova | Classificação da prova | Classificação da prova |
| Pos.                   | Nº                     | Piloto                 | Chassi/Motor           | Voltas                 | Tempo/Diferença        | Grid                   | Pontos                 |
| ---------------------- | ---------------------- | ---------------------- | ---------------------- | ---------------------- | ---------------------- | ---------------------- | ---------------------- |
| 1                      | 5                      | Michael Schumacher     | Benetton-Ford          | 83                     | + 1:46'01.693          | 2                      | 10                     |
| 2                      | 28                     | Gerhard Berger         | Ferrari                | 83                     | + 1'15.300             | 5                      | 6                      |
| 3                      | 14                     | Rubens Barrichello     | Jordan-Hart            | 82                     | + 1 volta              | 8                      | 4                      |
| 4                      | 9                      | Christian Fittipaldi   | Footwork-Ford          | 82                     | + 1 volta              | 9                      | 3                      |
| 5                      | 30                     | Heinz-Harald Frentzen  | Sauber-Mercedes        | 82                     | + 1 volta              | 11                     | 2                      |
| 6                      | 20                     | Erik Comas             | Larrousse-Ford         | 80                     | + 3 voltas             | 16                     | 1                      |
| 7                      | 12                     | Johnny Herbert         | Lotus-Mugen/Honda      | 80                     | + 3 voltas             | 23                     |                        |
| 8                      | 11                     | Pedro Lamy             | Lotus-Mugen/Honda      | 79                     | + 4 voltas             | 24                     |                        |
| 9                      | 26                     | Olivier Panis          | Ligier-Renault         | 78                     | + 5 voltas             | 22                     |                        |
| 10                     | 25                     | Eric Bernard           | Ligier-Renault         | 78                     | + 5 voltas             | 18                     |                        |
| 11                     | 32                     | Roland Ratzenberger    | Simtek-Ford            | 78                     | + 5 voltas             | 26                     |                        |
| Ret                    | 10                     | Gianni Morbidelli      | Footwork-Ford          | 69                     | Motor                  | 13                     |                        |
| Ret                    | 29                     | Karl Wendlinger        | Sauber-Mercedes        | 69                     | Colisão                | 19                     |                        |
| Ret                    | 24                     | Michele Alboreto       | Minardi-Ford           | 69                     | Colisão                | 15                     |                        |
| Ret                    | 8                      | Martin Brundle         | McLaren-Peugeot        | 67                     | Superaquecimento       | 6                      |                        |
| Ret                    | 23                     | Pierluigi Martini      | Minardi-Ford           | 63                     | Rodada                 | 17                     |                        |
| Ret                    | 6                      | Jos Verstappen         | Benetton-Ford          | 54                     | Rodada                 | 10                     |                        |
| Ret                    | 0                      | Damon Hill             | Williams-Renault       | 49                     | Transmissão            | 3                      |                        |
| Ret                    | 15                     | Aguri Suzuki           | Jordan-Hart            | 44                     | Falha na direção       | 20                     |                        |
| Ret                    | 3                      | Ukyo Katayama          | Tyrrell-Yamaha         | 42                     | Motor                  | 14                     |                        |
| Ret                    | 7                      | Mika Häkkinen          | McLaren-Peugeot        | 19                     | Câmbio                 | 4                      |                        |
| Ret                    | 19                     | Olivier Beretta        | Larrousse-Ford         | 14                     | Pane elétrica          | 21                     |                        |
| Ret                    | 31                     | David Brabham          | Simtek-Ford            | 2                      | Pane elétrica          | 25                     |                        |
| Ret                    | 2                      | Ayrton Senna           | Williams-Renault       | 0                      | Colisão                | 1                      |                        |
| Ret                    | 27                     | Nicola Larini          | Ferrari                | 0                      | Colisão                | 7                      |                        |
| Ret                    | 4                      | Mark Blundell          | Tyrrell-Yamaha         | 0                      | Colisão                | 12                     |                        |
| DNQ                    | 34                     | Bertrand Gachot        | Pacific-Ilmor          | Não qualificado        | Não qualificado        | Não qualificado        | Não qualificado        |
| DNQ                    | 33                     | Paul Belmondo          | Pacific-Ilmor          | Não qualificado        | Não qualificado        | Não qualificado        | Não qualificado        |

## Tabela do campeonato após a corrida
| Pos. | Piloto             | Pontos |
| ---- | ------------------ | ------ |
| 1    | Michael Schumacher | 20     |
| 2    | Rubens Barrichello | 7      |
| 3    | Damon Hill         | 6      |
| 4    | Gerhard Berger     | 6      |
| 5    | Jean Alesi         | 4      |

| Pos. | Construtor       | Pontos |
| ---- | ---------------- | ------ |
| 1    | Benetton-Ford    | 20     |
| 2    | Ferrari          | 10     |
| 3    | Jordan-Hart      | 7      |
| 4    | Williams-Renault | 6      |
| 5    | Footwork-Ford    | 3      |

- Nota: Somente as primeiras cinco posições estão listadas.